# هورنی نیمتشیتسه
هورنی نیمتشیتسه (به چکی: Horní Němčice) یک منطقهٔ مسکونی در جمهوری چک است که در ناحیه ییندریخوف هرادتس واقع شده‌است. هورنی نیمتشیتسه ۴٫۱۴ کیلومتر مربع مساحت و ۹۰ نفر جمعیت دارد و ۵۹۳ متر بالاتر از سطح دریا واقع شده‌است.